# Laureata
Laureata fou una ciutat romana de la costa de Dalmàcia que fou entregada pel traïdor Ilaufus al rei Tòtila i els ostrogots el 548.